# Kimya Gökçe Aytaç
Kimya Gökçe Aytaç (Istanbul, 25 gennaio 1990) è un'attrice turca, nota per aver interpretato il ruolo di Polen Ateş nella serie DayDreamer - Le ali del sogno (Erkenci Kuş) e per quello di İrem Doğan nella serie Mr. Wrong - Lezioni d'amore (Bay Yanlış).

## Biografia
Kimya Gökçe Aytaç è nata il 25 gennaio 1990 a Istanbul (Turchia), fin da piccola ha mostrato un'inclinazione per la recitazione.

## Carriera
Kimya Gökçe Aytaç mentre studiava presso il dipartimento di programmazione informatica della Kocaeli University, ha iniziato a studiare recitazione. Nel 2009 ha fatto la sua prima apparizione nella serie Arka Sokaklar. Nel 2012 ha recitato nella serie Böyle Bitmesin. L'anno successivo, nel 2013 ha recitato nelle serie 20 Dakika (nel ruolo di Fare' Serpil Ergünoglu) e in Medcezir. Nel 2014 ha ricoperto il ruolo di Bahar nella serie Kertenkele.
Nel 2015 ha interpretato il ruolo di Ayse nella miniserie Zeyrek ile Çeyrek. L'anno successivo, nel 2016, ha recitato nelle serie Gecenin Kraliçesi (nel ruolo di Müjde), in Rüzgarin Kalbi (nel ruolo di Cansu) e in Aşk Laftan Anlamaz. Nel 2017 ha recitato nella serie Iki Yalanci. Nello stesso anno ha ricoperto il ruolo di Rus Kadin nel film Vezir Parmagi diretto da Mahsun Kirmizigül. Nel 2017 e nel 2018 ha interpretato il ruolo di Sude nella serie Ufak Tefek Cinayetler. Dal 2017 al 2020 ha ricoperto il ruolo di Cemre nella serie Kadin. Nel 2018 ha recitato nella miniserie Servet (nel ruolo di Selin) e nella serie Dirilis: Ertugrul (nel ruolo di Evdokya). Nello stesso ha interpretato il ruolo di Selin nel film Icimdeki Hazine diretto da Hakan Gürtop e ha recitato nel film televisivo Koca bulma sanati diretto da Bora Onur e Ferhat Uzundag.
Nel 2018 e nel 2019 è stata scelta per interpretare il ruolo di Polen Ateş nella serie DayDreamer - Le ali del sogno (Erkenci Kuş) e dove ha recitato insieme ad attori come Can Yaman e Demet Özdemir. Nel 2019 ha interpretato il ruolo di Sirma nella serie Afili Ask. L'anno successivo, nel 2020, è entrata a far parte del cast della serie Mr. Wrong - Lezioni d'amore (Bay Yanlış) nel rulo di İrem Doğan e dove ha recitato insieme agli attori Can Yaman e Özge Gürel. Nel 2021 ha interpretato il ruolo di Asu Ilgaz nella serie Masumiyet. Nello stesso anno ha ricoperto il ruolo di Zeynep nel film Kovala diretto da Burak Kuka. Nel 2022 ha interpretato il ruolo di Canan nella serie Senden Daha Güzel. L'anno successivo, nel 2023, ha recitato nel film Bu Bir Baslangiç diretto da Bora Onur.

## Filmografia

### Cinema
- Vezir Parmagi, regia di Mahsun Kirmizigül (2017)
- Icimdeki Hazine, regia di Hakan Gürtop (2018)
- Kovala, regia di Burak Kuka (2021)
- Bu Bir Baslangiç, regia di Bora Onur (2022)

### Televisione
- Arka Sokaklar – serie TV, 2 episodi (2009)
- Böyle Bitmesin – serie TV (2012)
- 20 Dakika – serie TV, 15 episodi (2013)
- Medcezir – serie TV, 1 episodio (2013)
- Kertenkele – serie TV (2014)
- Zeyrek ile Çeyrek – miniserie TV, 1 episodio (2015)
- Gecenin Kraliçesi – serie TV, 1 episodio (2016)
- Rüzgarin Kalbi – serie TV, 3 episodi (2016)
- Aşk Laftan Anlamaz – serie TV, 24 episodi (2016)
- Iki Yalanci – serie TV, 9 episodi (2017)
- Ufak Tefek Cinayetler – serie TV, 28 episodi (2017-2018)
- La forza di una donna (Kadin) – serie TV, 46 episodi (2017-2020)
- Servet – miniserie TV, 3 episodi (2018)
- Dirilis: Ertugrul – serie TV, 8 episodi (2018)
- Koca bulma sanati, regia di Bora Onur e Ferhat Uzundag – film TV (2018)
- DayDreamer - Le ali del sogno (Erkenci Kuş) – serie TV, 13 episodi (2018-2019)
- Afili Ask – serie TV, 11 episodi (2019)
- Mr. Wrong - Lezioni d'amore (Bay Yanlış) – serie TV, 12 episodi (2020)
- Innocence (Masumiyet) – serie TV, 13 episodi (2021)
- Senden Daha Güzel – serie TV, 14 episodi (2022)

## Doppiatrici italiane
Nelle versioni in italiano dei suoi film e delle sue serie TV, Kimya Gökçe Aytaç è stata doppiata da:
- Gilberta Crispino[38] in DayDreamer - Le ali del sogno[39], in Mr. Wrong - Lezioni d'amore[40]